# セーヌ川

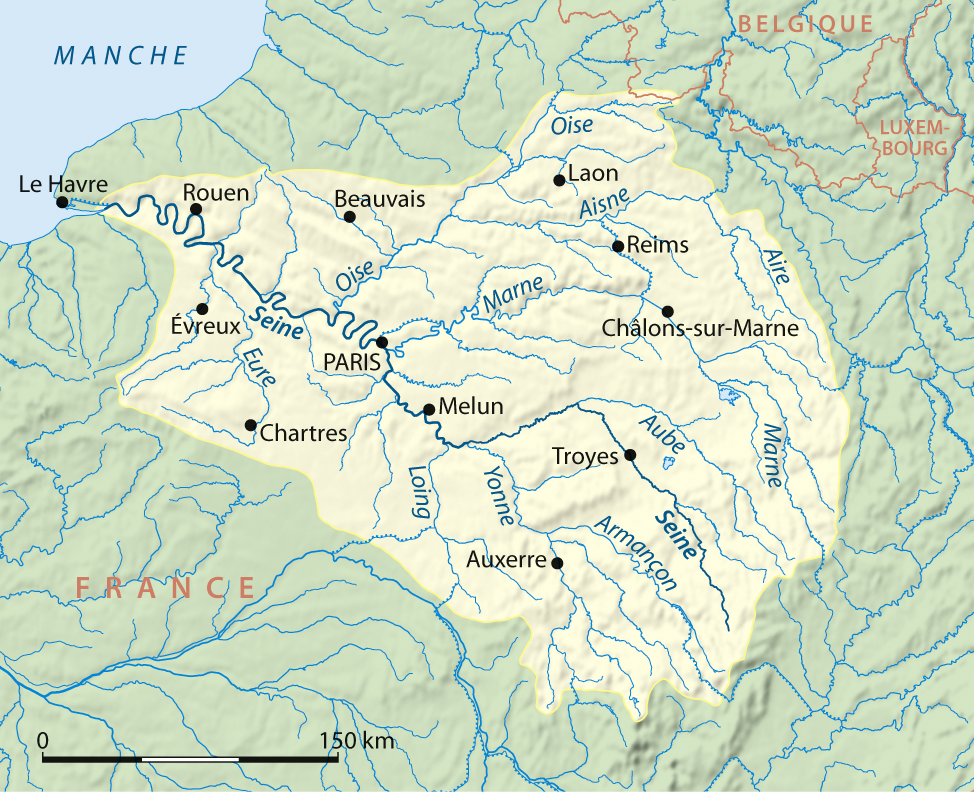
流域図

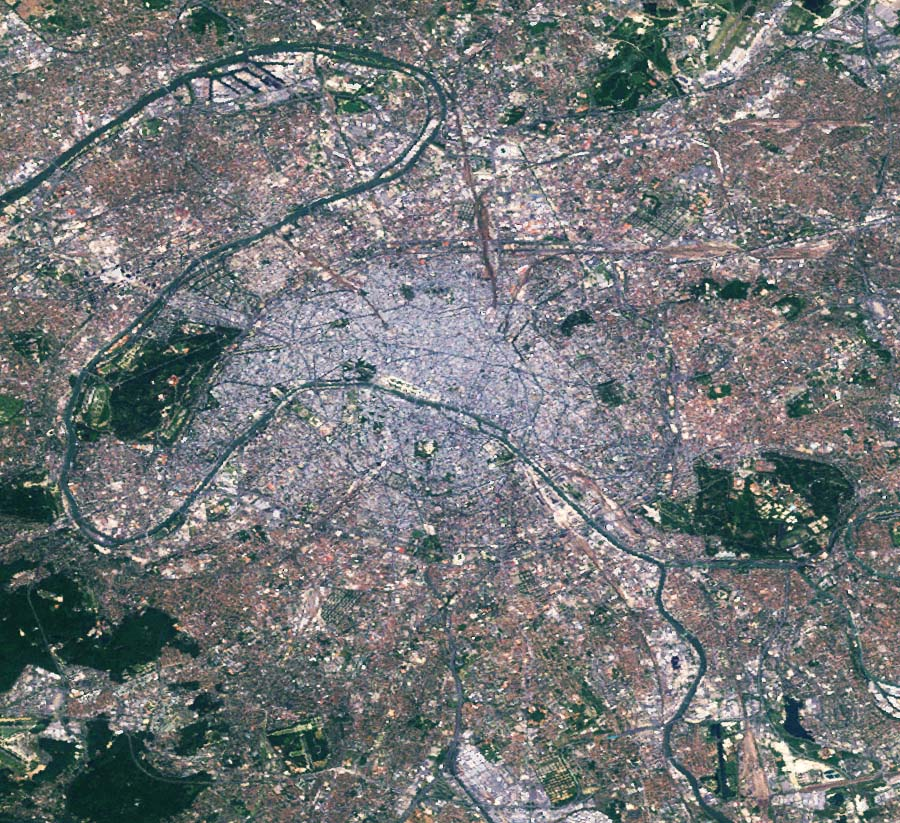
パリのランドサット衛星写真。大きく蛇行しているのがわかる。

セーヌ川（セーヌがわ、la Seine [sɛn] ( 音声ファイル)）は、フランス北部を流れる河川。ディジョンの北西30キロメートル（km）にある、海抜471mの地点に源流を発して北西に向かい、首都のあるパリ都市圏を流れ、ル・アーヴルとオンフルールの間セーヌ湾に注ぐ。全長は776kmで、フランスではロワール川に続く第二の長さである。

## 地理
中下流部は大きく蛇行した流れが特徴で、パリを抜けるあたりから何度も繰り返す。ジヴェルニー、ヴェルノンの付近は、しばらく治まるが、ルーアンの近辺で再び蛇行が始まる。
河口付近の川幅は大きく広がっており、上記のようにセーヌ湾と呼ばれている。ル・アーヴルとオンフルールの間に、1995年にノルマンディー橋が完成するまでは、両市を陸路で行き来するには、さらに14kmほど上流のタンカルヴィル橋（道路では28kmほどある）まで遡らなければならなかった。

### 支流
下流より記載。流路延長を併記。*は右岸（セーヌ川の北東側）支流。
- リル川（フランス語版）：140km
- ウール川 - 225km
- アンデル川（フランス語版）*：54km
- エプト川（フランス語版）*：100km
- オワーズ川*：302km
  - エーヌ川
- マルヌ川*：525km
- オルジュ川（フランス語版）：50km
- エソンヌ川（フランス語版）：90km
- ロワン川（フランス語版）：166km
- ヨンヌ川：293km
- オーブ川*：248km

## 生態系
沿岸の氾濫原に草地、ヨシ原、河畔林が多く、河口付近には干潟、三角江、泥炭地、潮間帯、汽水域が発達している。
グラン・テスト地域圏のセーヌ川上流部のトロワ北東側一帯にはオリアン湖、アマンス湖、タンプル湖、デル＝シャントコック湖などからなるセーヌ川大湖群があり、その周辺のセーヌ川、オーブ川、マルヌ川、ソー川、エーヌ川の上中流域を含む一帯にはPulicaria vulgaris、Ranunculus linguaなどの植物が生え、ナベコウ、ムラサキサギ、ヒメヨシゴイ、ニシオオヨシキリなど鳥類が生息している。1991年に「シャンパーニュ湿地湖沼群」としてラムサール条約登録地となった。
また、海に近いノルマンディー地域圏のマレ＝ヴェルニエ地域とリル川との合流点一帯のリル川渓谷はヨーロッパウナギ、ノーザンパイク、ヨーロッパカワヤツメなどの魚類およびヨーロッパムナグロ、タゲリなどの鳥類の生息地であり、2015年にラムサール条約登録地となった。

## 人間による利用
かつては大西洋（英仏海峡）と北フランス内陸部を結ぶ河川舟運に使われ、ヴァイキングがセーヌ川を遡行してパリなどに侵入した。
流域のうち、特にパリの歴史においては、都市の建設・発展、市民生活、文化や観光に深く関わっており、パリのセーヌ河岸は世界文化遺産に登録されている。

### 水質汚染
上下水道が発展する以前は、パリの人々はこの川を上下水道のどちらとしても利用していた。その結果、何度も疫病が流行し、疫病による死者がその年の生まれた人数を上回ったこともあった。
英国の首都ロンドンで当時世界一と言われた水道システムを見ていたナポレオン3世が、上下水道をはじめとして様々な改革（パリ改造）を行った。これにより、パリの市民はセーヌ川の水を直接飲まずに済むようになった。下水道の形は卵をひっくり返したような断面の構造になっており、また人間が通れる大きさに設計されており点検がしやすい。このほか、下水道を設計した技師は特殊な構造の、掃除用の船を設計している。船は水路の流れをせき止めるような構造をしており、水は船の下を流れるようになる。船の下を水流が流れることにより、水流が高速になることで、水路の底の汚れを船の前に堆積させ、船とともに徐々に前進させる仕組みとなっている。
セーヌ川は19世紀には泳げたが、水質汚染が再び進み、1923年には遊泳が禁止された。パリで解禁されたのは、2024年パリオリンピックに向けた水質改善の努力を経た2025年7月5日である。
ジャック・シラク市長時代の1984年から、パリ市は「清潔なセーヌ川10カ年計画」を実施した。一時は3種類に減ったパリ付近のセーヌ川に棲息する魚類が33種類に増えるなど改善はみられたものの、ゴミ投棄を含む水質汚染は依然として解消されていない。第二次世界大戦直後に建てられた古い家屋の下水配管ミスや船上生活者によりセーヌ川に流される生活排水が多いうえ、豪雨時は下水の逆流を防ぐため汚水が雨水とともにセーヌ川へ流される箇所もある。
2024年パリオリンピックでセーヌ川は開会式並びにマラソンスイミングの会場としての使用が予定された。これに伴い、下水道の改良やオゾン、紫外線による水質浄化などが検討された。競技場外において、開会式を開催するのは夏季オリンピックでは初めてとなる。競技場で行う場合の約10倍にあたる60万人が一部無料を含む観戦が出来るメリットがある一方、安全確保が懸念されており、オリンピック本番では選手に健康被害が発生した。

### 観光・文化

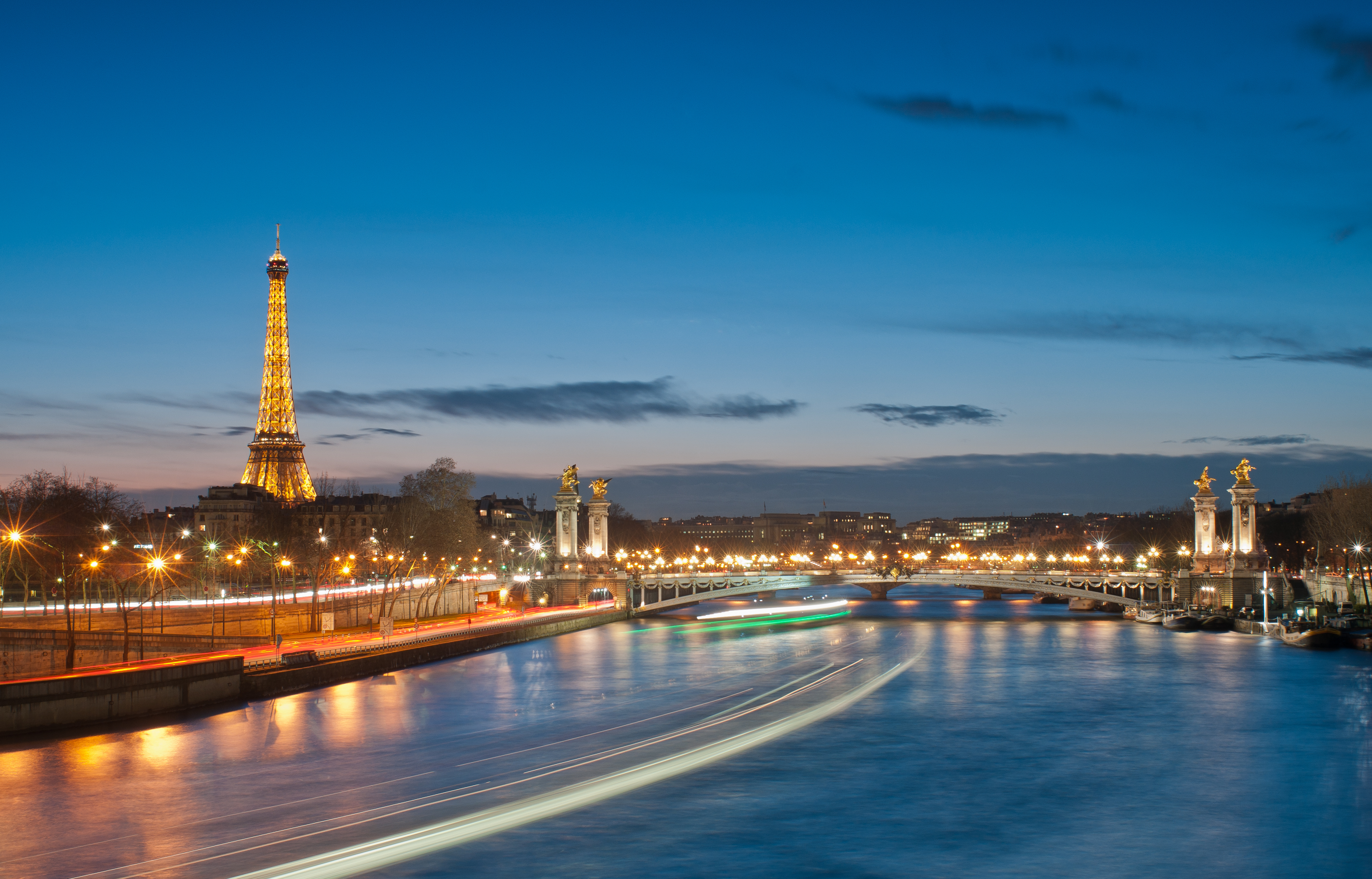
セーヌ川流域に位置するエッフェル塔

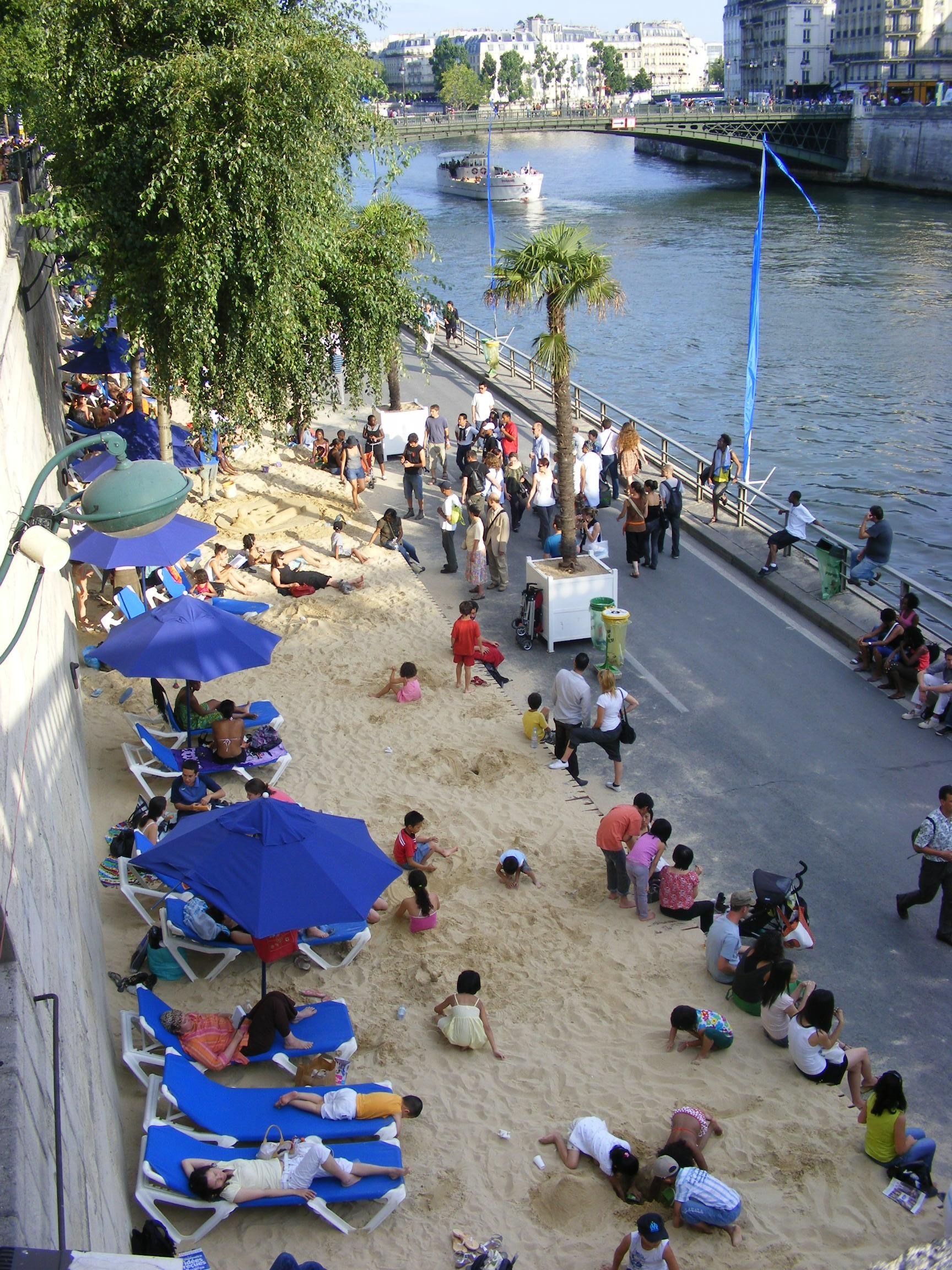
2002年7月から始まった"パリ・プラージュ"。当初はパリ右岸ジョルジュ・ポンピドゥー高速道路のメトロ オテル・ド・ヴィル駅付近を最寄りとして始められ、現在は左岸側でも開催されている。夏の開催期間中はビーチだけでなく様々なイベントコーナーもある。

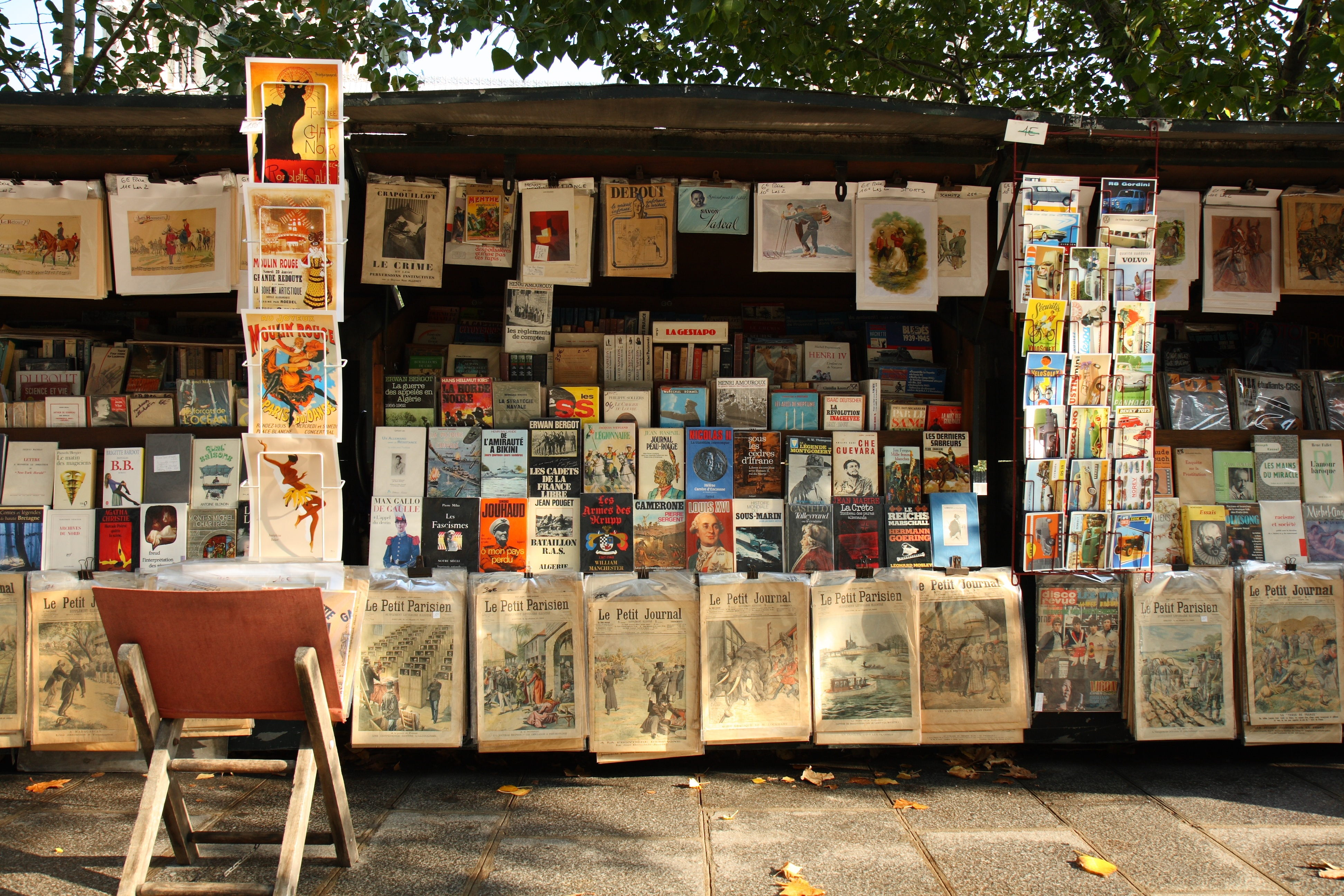
ブキニスト（パリ右岸の4区マリー橋から1区ルーヴル河岸にかけて、同左岸の5区トゥルネル河岸から7区ヴォルテール河岸にかけて見られる、中古本、稀覯書等を取り扱う古書屋）。

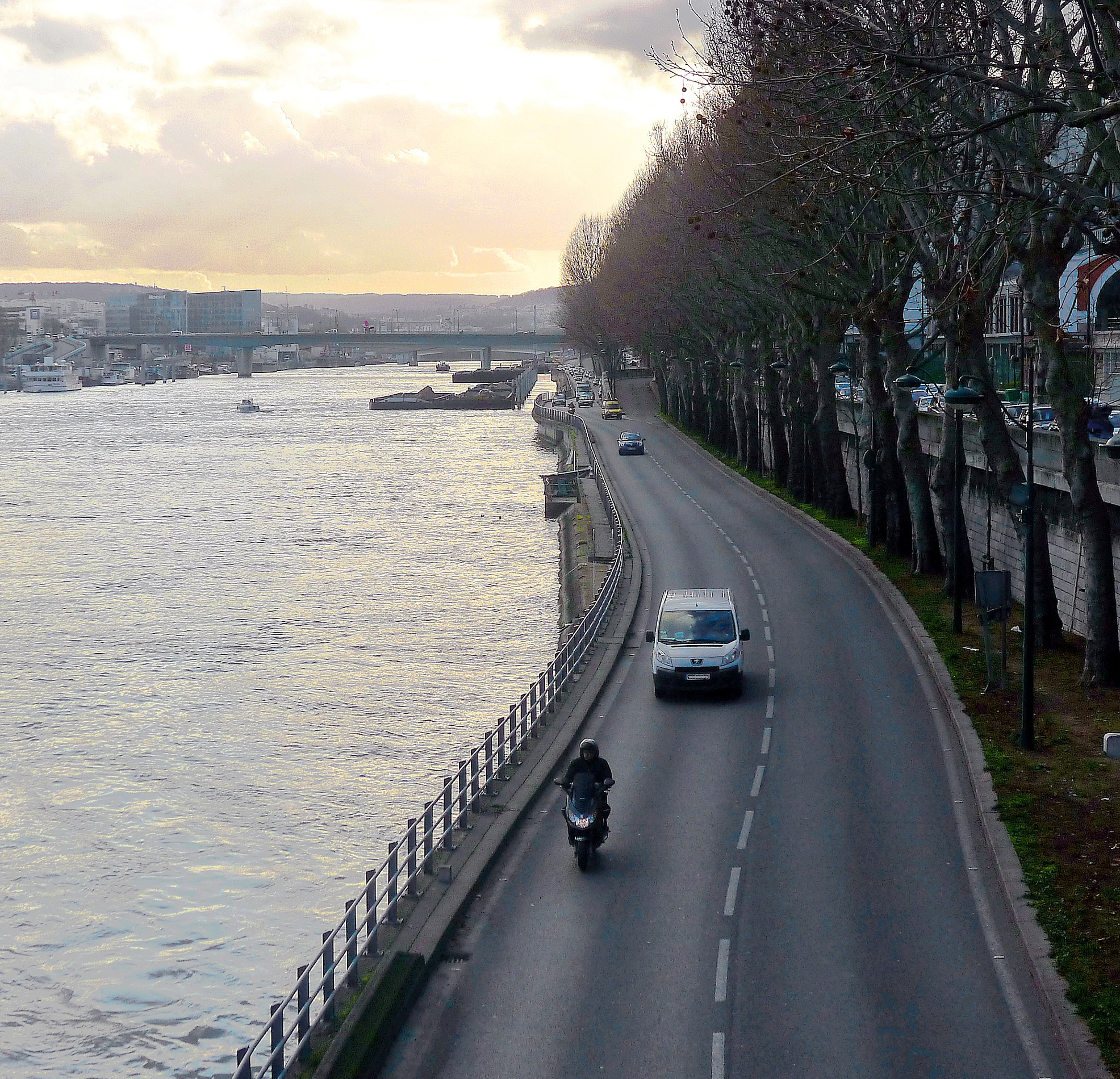
ミラボー橋付近のジョルジュ・ポンピドゥー高速道路（パリ16区オートゥイユ付近）

パリは、セーヌ川にある中州のシテ島から発達した町である。シテ島の上流に続くサン・ルイ島、チュイルリー公園、コンコルド広場、エッフェル塔、シャイヨ宮、自由の女神像など、セーヌ川およびその河岸は、現在でもパリ市の観光の中心であり、バトームーシュと呼ばれる観光船も定期的に運航されている。
セーヌ川は絵画や映画、シャンソンなど音楽のテーマとして数多く取り上げられてきた。オードリー・ヘプバーンの映画『シャレード』では観光船でのケーリー・グラントとの夕食の舞台で、河岸の恋人たちが映し出される。
パリ市外では、画家クロード・モネが暮らしたジヴェルニーは下流部にある。モネは『セーヌ河の朝』という作品を残しているほか、有名な連作の画題とした『睡蓮』を育てた池はセーヌ川支流から水を引いていた。

### 橋梁
上流より記載（パリ市内のみ）。
- アモン橋
- ナシオナル橋
- トルビアック橋

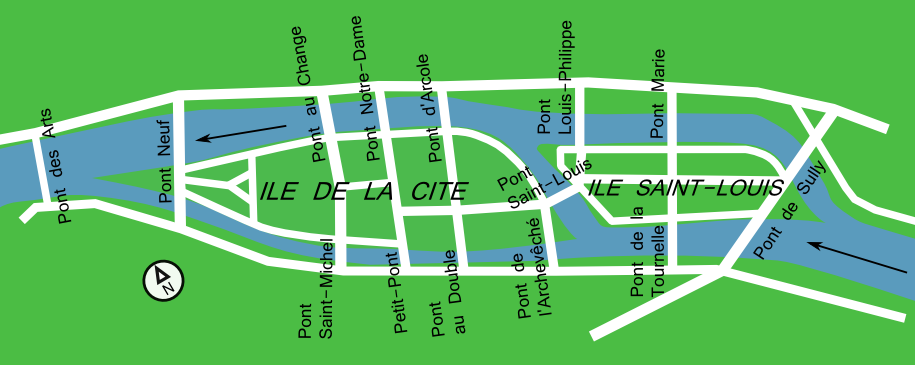
パリ中心部の橋

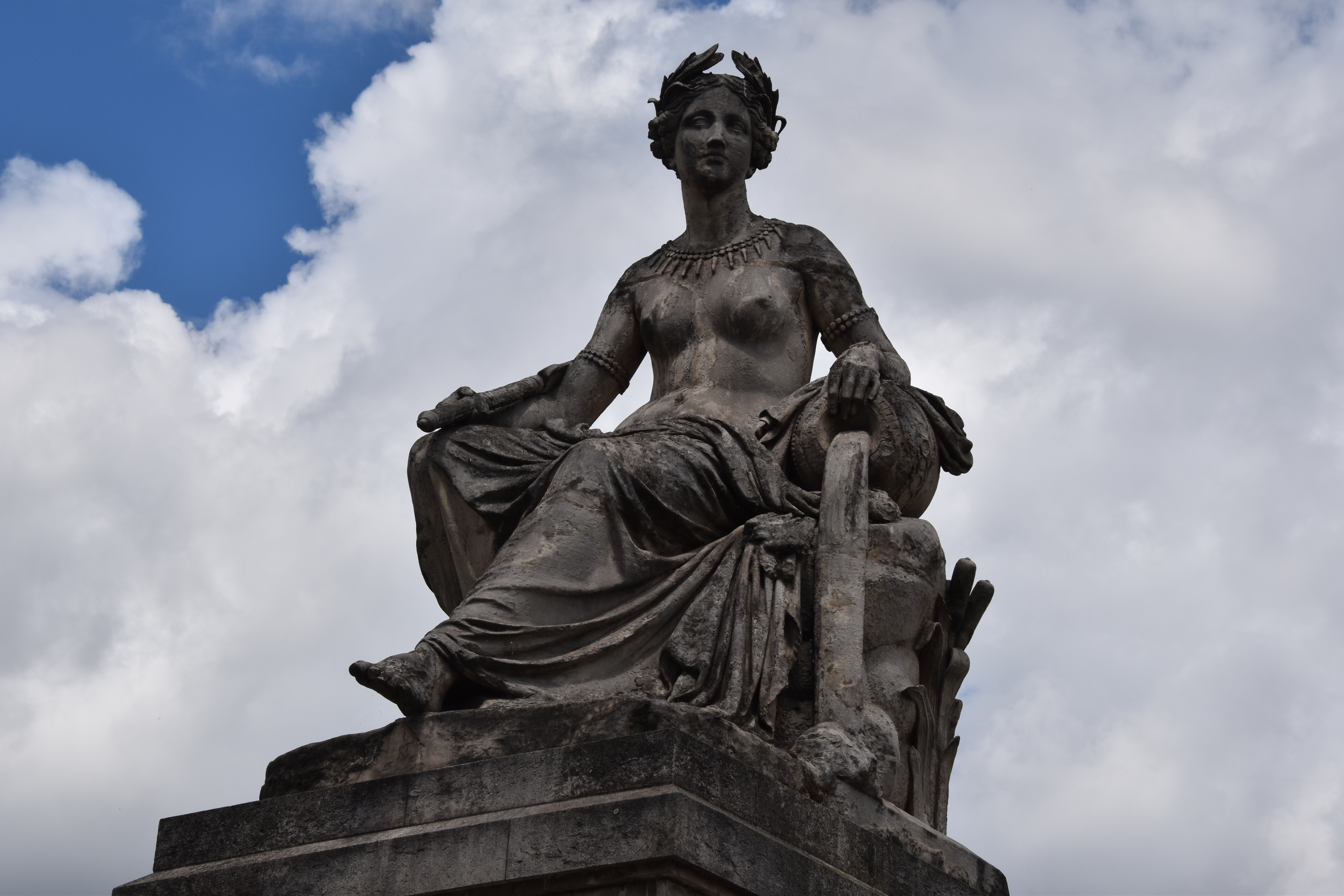
女神として擬人化されたセーヌ川（カルーゼル橋の彫像の一体）

- シモーヌ・ド・ボーヴォワール橋（ベルシー・トルビアック橋）
- ベルシー橋
- シャルル・ド・ゴール橋
- オステルリッツ高架橋
- オステルリッツ橋
- シュリー橋
- トゥルネル橋
- マリー橋
- ルイ・フィリップ橋
- サン＝ルイ橋
- アルシュヴェシェ橋
- ドゥブル橋
- アルコル橋
- プティ・ポン
- ノートルダム橋
- サン・ミッシェル橋
- シャンジュ橋（両替橋）
- ポンヌフ
- ポンデザール（芸術橋）
- カルーゼル橋
- ロワイヤル橋
- レオポール・セダール・サンゴール橋（ソルフェリーノ橋）
- コンコルド橋
- アレクサンドル3世橋
- アンヴァリッド橋
- アルマ橋
- ドゥビリ橋
- イエナ橋
- ビラケム橋
- ルエル橋
- グルネル橋
- ミラボー橋
- ガリリアーノ橋
- アヴァル橋